# 西关街 (莱芜)
西关街是中华人民共和国山东省济南市莱芜区的一条东西向道路，也是全区最早存在的道路之一。道路西起鹿鸣街南段，与红楼巷、燕喜街、凤阳路、机关一区路交汇，东端为胜利南路东关街路口。

## 概况
西关街当为济南市莱芜区老城区最早的道路，今将城关街中心段并入，贯通老县城旧城区东西。历史上的西关街重要建筑数量繁多，街北侧中为县治的系列公署，两边有厅馆、厅仓、演武厅、文庙、书院等；街南侧中为南门道，东边为考院，废科举后考院改为南学堂，其对面汶源书院改为北学堂。生活方面，有城隍庙、关帝庙、僧王庙、药王庙、天齐庙等庙宇，有旅馆、酒店、杂货店、酱园、茶庄、商号等经商店铺在西关街两边。一段时间上西关街作为莱芜县城的重要政治、经济、文化中心道路，是一条千年老街，虽古建筑大多不复存在，但西关街周边一些近现代建筑被保存下来，部分仍在使用。

## 历史沿革
后周太祖元年(951)，设立莱芜监，主管莱芜地区的矿业。莱芜监带来了流动人口，车马往来在莱芜监南门的小路，即是今天的济南市莱芜区西关街。
金朝大定十二年(1172)，莱芜县治由嬴城（今羊里镇城子县村）迁往主管矿业的莱芜监，时莱芜县治（今莱芜区政府）门前的小路日益车马繁华，其由此开始逐渐成为莱芜县城中心道路，称“城关街”，一直为后世所沿用。
明朝时，西关街日益繁华，始有名人立坊。当时由西向东依次有“联捷坊”（明崇祯十一年(1638)夏为壬戌进士亓之伟立）、“世科坊”（明崇祯十年(1637)冬为亓之伟之父、甲午举人亓才立）、“都宪坊”（明天启六年(1626)夏为河南巡抚亓诗教立）、“代天巡狞坊”（明天启五年(1625)为浙江巡安御史李九官立）以及“登科坊”（明万历四十一年(1612)为举人毕如松立）。
清朝、民国时期，西关街仍作为莱芜县主要道路，在此有西关大集与东关大集，西关清真寺于1932年建成。

## 周边建筑
西关街以区政府（机关一区）为中心，南北两侧分布不少近现代历史建筑。但历史上的各类古建筑今大都不存。

### 牌坊
由西向东依次有“联捷坊”（明崇祯十一年(1638)夏为壬戌进士亓之伟立）、“世科坊”（明崇祯十年(1637)冬为亓之伟之父、甲午举人亓才立）、“都宪坊”（明天启六年(1626)夏为河南巡抚亓诗教立）、“代天巡狞坊”（明天启五年(1625)为浙江巡安御史李九官立）以及“登科坊”（明万历四十一年(1612)为举人毕如松立）。这五座牌坊因历史原因，分别于1950年至1958年人为拆除，今全不存。

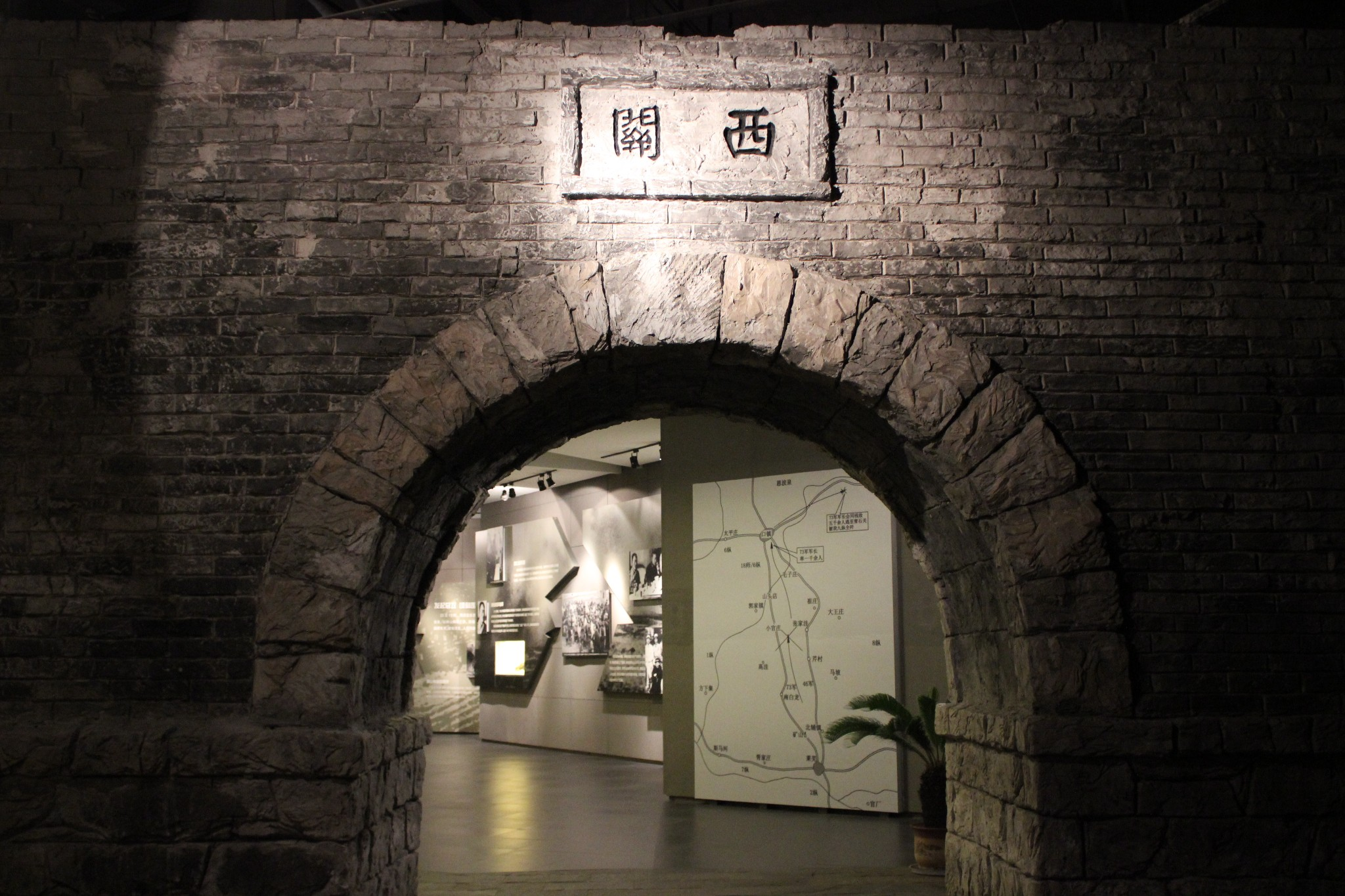
莱芜战役纪念馆的西关门模型

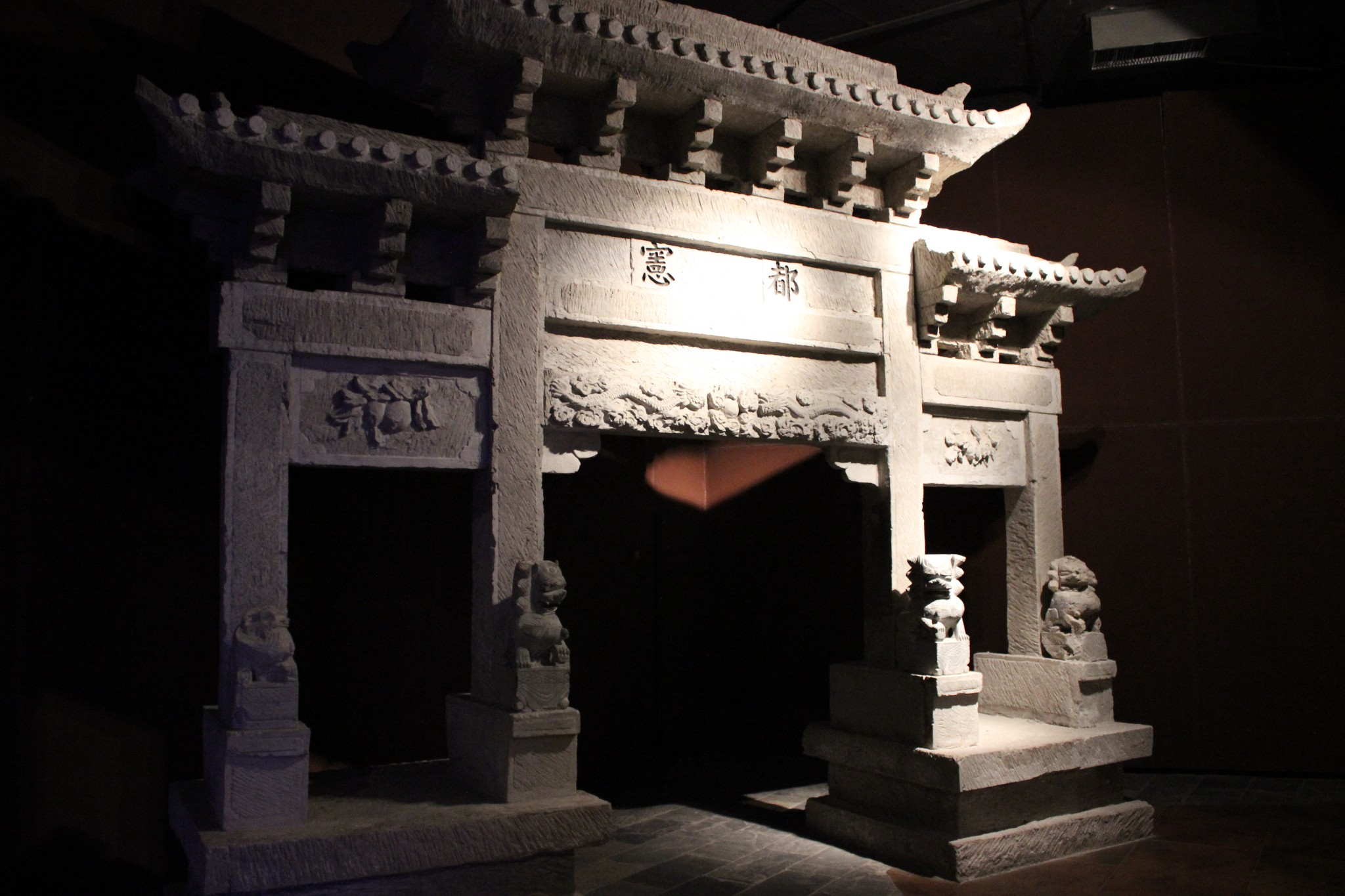
莱芜战役纪念馆的西关街都宪坊模型

- 西关街上的联捷坊老照片，其为1638年由进士亓之伟立
- 西关街上的世科坊老照片，其为1637年举人亓才立
- 西关街上的街宪坊老照片，其为1626年时任河南巡抚的亓诗教立

### 北侧

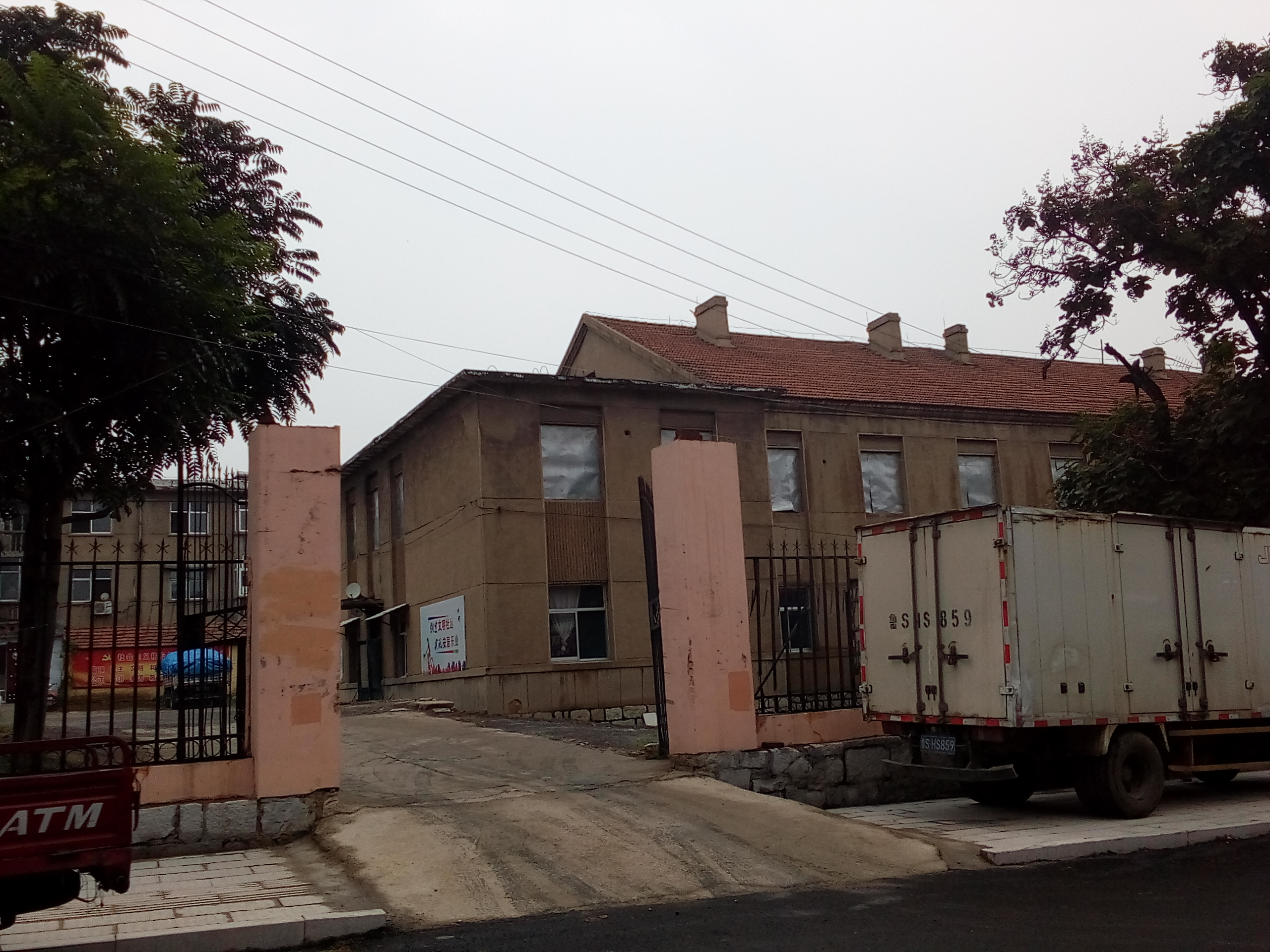
莱芜教委（教育局）大院旧址

#### 莱芜师范学校校址
莱芜师范学校老校址位于西关街西首，今仅存几幢老旧的宿舍楼，老校址部分已开发为房地产。西关街北鹿鸣街仍存济南市莱芜师范附属小学。

#### 莱芜一中老校区
莱芜一中（时称莱芜中学）1952年在莱芜西关街建校，有南大门，青砖黛瓦、拱形大门，大门正中上方悬挂着鲜艳的五角星，下面是 “山东省莱芜中学” 校名。后因学校大规模扩建，南大门被拆除，不复。今按原貌复建在莱芜一中新校区。

#### 西关沟
城市排水渠，自北穿过西关街到大汶河。始建年份不详。

### 南侧

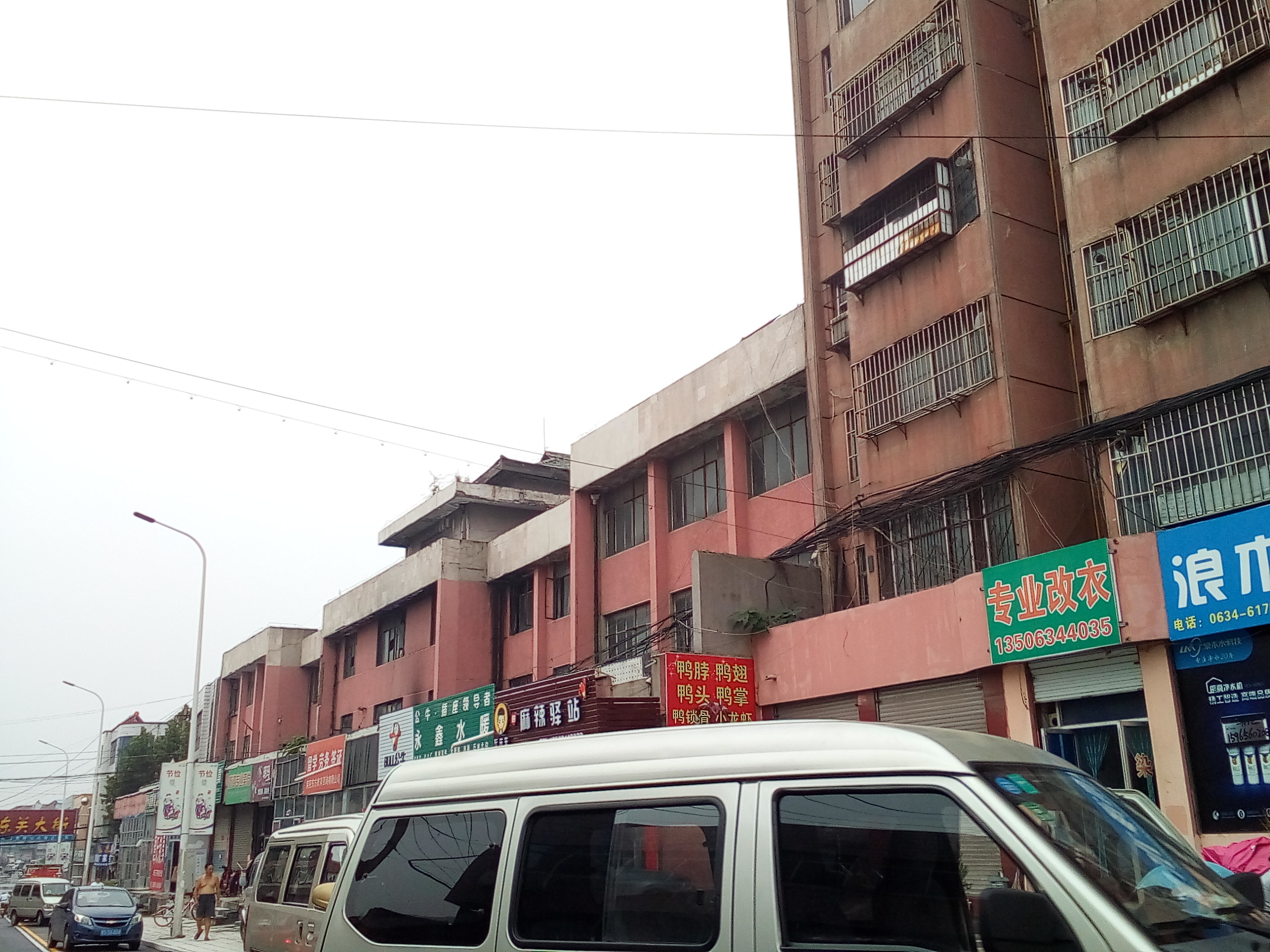
莱芜西关街南侧建筑，左红色建筑为党校旧址

南侧主要建筑按西关街自西向东排列。

#### 西关清真寺
西关清真寺位于西关街与燕喜街交汇处，始建于1932年（民国21年），1947年毁于战火。1980年至1985年重建，1994年又进行了大规模的整修改造，现已成为西关一带回民开展宗教活动的重要场所。

## 到达公共交通
1. 莱芜公交K8路 “小曹村居委会”站